# Warlocks
Warlocks — отменённая компьютерная игра в жанре пошаговой стратегии в стиле фэнтези, которая разрабатывалась украинской компанией GSC Game World. Разработка началась в 2000 году, выход был запланирован на 2003 год. Заявления об отмене не было, но на основе контента проекта в 2002 году началась разработка игры «Герои уничтоженных империй».

## Игровой процесс
Концепция «Заклинатели земель»
«Заклинатели земель» — это пошаговая стратегия в стиле фэнтези, в которой игрок выступает в роли правителя волшебного королевства. Ему предстоит создавать могучие армии, изучая науки и заклинания и вести свою державу к победе. Перед игроком открывались множественные возможности — исследование мира, общение с его обитателями, добыча ресурсов и постройка собственной империи, войны и дипломатические переговоры с соседями, поиск сокровищ в древних руинах и других таинственных места, обучение героев хитростям военного ремесла и магическим умениям, изобретение оружия, технологий и заклинаний, шпионская деятельность и борьба с вражескими агентами.
По мнению редакции DTF.RU, знакомство с концепцией игры позволяет говорить, что это полноценная пошаговая стратегия с развитым тактическим элементом и проработанным классическим фэнтезийным миром. Реализация глобальной карты сравнивается с Lords of Magic и Magic and Mayhem благодаря имитации поверхности шара. В тактическом режиме войска сражаются на рельефной карте, где особенно важны позиции на возвышенности и можно применять все богатство тактических ходов, доступных игроку. Также в игре заявлены параметры опыта и морали для войск игрока, а особенно грозные монстры могут обратить деморализованное войско в бегство только своим ужасающим внешним видом.

## Сюжет
Предположительно, концепция Warlocks.
Недалекое будущее, в котором произошёл конфликт или интервенция. Присутствовала военизированная техника и жукоподобные инопланетяне, боящиеся с инопланетянами.
Концепция Arlandia и «Заклинатели земель»
Игрок начинает игру в роли вождя небольшого племени. Развивая свое поселение, исследуя науки и заклинания, добывая ценные ресурсы, осваивая новые земли, игрок постепенно создает могучую державу, способную поспорить с соседями за право владеть миром. В игре представлен набор из 12-ти фэнтезийных рас, среди них такие как: люди, эльфы, гномы, гоблины, орки. В зависимости от выбранной расы, игроку будет доступен определённый набор юнитов, заклинаний и наук, от расы также будет зависеть скорость роста империи, знания и умения жителей и героев. Захват или покорение мира не всегда является целью игры. Для одних рас достаточно победить своих кровных врагов, для других — договориться о Вечном Мире с соседями, третьих захват мира не устраивает — они хотят уничтожить земли все остальные расы, считая их недостойными жизни.

## Разработка игры
Однажды геймдизайнер Алексей Бокулев придумал идею глобальной пошаговой стратегии в реальном времени со сложной экономической системой, ветвистыми деревьями магии и технологий и обилием игровых рас. По приглашению он отнёс дизайн-документ в компанию GSC Game World, где его рассмотрели и с некоторыми разногласиями приняли Алексея на работу, но начать разработку проекта компания в тот момент не могла, поэтому разработка была отложена до неопределённого времени.
Позже проект с рабочим названием Arlandia был запущен и началась разработка. Некоторые идеи о создании игры принадлежали продюсеру Сергею Григоровичу, одним из вдохновителей являлась неизвестная западная игра. Разработка началась в 2000—2001 годах на основе движка «Казаков».
С 2 по 4 сентября 2001 года игра демонстрировалась на игровой выставке European Computer Trade Show в Лондоне. Через некоторое время проект был переименован в «Заклинатели земель» и 6 ноября GSC отослала дизайн-документ проекта редакции сайта DTF.RU, благодаря которому об игре стало известно на рынке СНГ, а 10 ноября был опубликован список особенностей игры. В ноябре к проекту присоединился художник Андрей Диденко, который нарисовал для игры множество эскизов и зарисовок. По некоторым эскизам были смоделированы и анимированы модели и игра стала похожа на небольшую демо-версию. Затем проект был переименован в Warlocks и в начале февраля 2002 года офис компании посетила редакция журнала Домашний ПК, где было анонсировано создание нового движка. Затем задумка была отложена, а проект закрыли по причине бесперспективности. Андрей Диденко был переведён в отдел разработки FireStarter. Все остальные разработчики были переведены в отдел разработки «Герои уничтоженных империй».